# Андре Ноєль
Андре Ноєль (29 листопада 1931 — 4 лютого 2003) — бельгійський велогонщик.
Олімпійський чемпіон 1952 (групова шосейна гонка), 1952 (командна шосейна гонка) років.
Срібний призер Чемпіонату світу з велоперегонів на шосе 1952 року в аматорській груповій шосейній гонці.